# Троян (святой)
Троян (Тройен; фр. Trojan, Troyen; умер в 533) — епископ Сента; святой (день памяти — 30 ноября).
Святой Троян был сыном отца-еврея и матери-арабки. Он принял христианство и был хиротонисан во священника. Впоследствии он стал епископом города Сент, Франция.